# Remona Burchell
Remona Burchell (* 15. September 1991 in Montego Bay) ist eine jamaikanische Sprinterin, die sich auf den 100-Meter-Lauf spezialisiert hat.

## Sportliche Laufbahn
Erste internationale Erfahrungen sammelte Remona Burchell im Jahr 2018, als sie bei den Hallenweltmeisterschaften in Portland in 7,50 s den achten Platz im 60-Meter-Lauf belegte. 2021 nahm sie mit der jamaikanischen 4-mal-100-Meter-Staffel an den Olympischen Spielen in Tokio teil und verhalf dem Team zum Finaleinzug und trug damit zum Gewinn der Goldmedaille bei. Im Jahr darauf verhalf sie der Staffel auch bei den Weltmeisterschaften in Eugene zum Finaleinzug und trug damit zum Gewinn der Silbermedaille durch die jamaikanische Mannschaft bei. Anschließend schied sie bei den Commonwealth Games in Birmingham mit 11,48 s im Halbfinale über 100 Meter aus und gewann mit der Staffel in 43,08 s gemeinsam mit Kemba Nelson, Natalliah Whyte und Elaine Thompson-Herah die Bronzemedaille hinter den Teams aus Nigeria und England.
Sie absolvierte ein Studium an der University of Alabama in Tuscaloosa und wurde 2014 NCAA-Meisterin im 100-Meter-Lauf sowie 2014 Hallenmeisterin über 60 Meter.

## Persönliche Bestzeiten
- 100 Meter: 11,03 s (+1,7 m/s), 30. Mai 2014 in Jacksonville
  - 60 Meter (Halle): 7,08 s, 28. Februar 2015 in Lexington